# Річки Німеччини
Список «Річки Німеччини» містить найважливіші річки Німеччини. Річки у списку розташовано за довжиною.
Штучні канали в список не потрапили.

## Річки довжиною в межах країни понад 200 км
1. Рейн — 865 км (Північне море)
2. Везер (разом з Веррою) — 744 км (Північне море)
3. Ельба — 727 км (Північне море)
4. Дунай — 647 км (Чорне море)
5. Майн — 524 км (Рейн)
6. Везер — 452 км (Північне море)
7. Заале — 413 км (Ельба)
8. Шпрее — 382 км (Хафель)
9. Емс — 371 км (Північне море)
10. Неккар — 367 км (Рейн)
11. Гафель — 325 км (Ельба)
12. Верра — 292 км (Везер)
13. Лайне — 281 км (Аллер)
14. Ізар — 263 км (Дунай)
15. Ліппе 255 км (Рейн)
16. Вайсе-Ельстер — 247 км (Зале)
17. Лан — 242 км (Рейн)
18. Мозель — 242 км (Рейн)
19. Альтмюль — 220 км (Дунай)
20. Ельде — 220 км (Ельба)
21. Фульда — 218 км (Везер)
22. Інн — 218 км (Дунай)
23. Рур — 217 км (Рейн)
24. Аллер — 211 км (Везер)

## Річки
1. 2.888 км – Дунай (Donau)
2. 1.320 км – Рейн (Rhein)
3. 1.091 км – Ельба (Elbe)
4. 866 км – Одер (Oder)
5. 545 км – Мозель (Mosel)
6. 524 км – Майн (Main)
7. 517 км – Інн (Inn)
8. 452 км – Везер (Weser)
9. 413 км – Заале (Saale)
10. 382 км – Шпрее (Spree)
11. 371 км – Емс (Ems)
12. 367 км – Неккар (Neckar)
13. 325 км – Гафель (Havel)
14. 292 км – Верра (Werra)
15. 291 км – Еґер (Огрже) (Eger)
16. 286 км – Ізар (Isar)
17. 281 км – Лайне (Leine)
18. 264 км – Лех (Lech)
19. 257 км – Вайсе-Ельстер (Weiße Elster)
20. 256 км – Лаузіцер Найссе (Lausitzer Neiße)
21. 246 км – Саар (Saar)
22. 242 км – Лан (Lahn)
23. 225 км – Зальцах (Salzach)
24. 222 км – Ліппе (Lippe)
25. 220 км – Альтмюль (Altmühl)
26. 218 км – Фульда (Fulda)
27. 217 км – Рур (Ruhr)
28. 211 км – Аллер (Aller)
29. 208 км – Ельде (Elde)
30. 203 км – Ягст (Jagst)
31. 192 км – Унструт (Unstrut)
32. 189 км – Гунте (Hunte)
33. 188 км – Айдер (Eider)
34. 188 км – Шварце-Ельстер (Schwarze Elster)
35. 185 км – Ампер (Amper)
36. 182 км – Кохер (Kocher)
37. 177 км – Едер (Eder)
38. 173 км – Зауер (Sauer)
39. 170 км – Рур (Rur)
40. 169 км – Газе (Hase)
41. 167 км – Фехте (Vechte)
42. 166 км – Цвіккауер Мульде (Zwickauer Mulde)
43. 165 км – Нааб (Naab)
44. 165 км – Реґен (Regen)
45. 156 км – Пеене (Peene)
46. 155 км – Варнов (Warnow)
47. 153 км – Осте (Oste)
48. 153 км – Зіг (Sieg)
49. 151 км – Вертах (Wertach)
50. 150 км – Альц (Alz)
51. 147 км – Іллер (Iller)
52. 142 км – Френкіше-Заале (Fränkische Saale)
53. 142 км – Килль (Kyll)
54. 140 км – Боде (Bode)
55. 134 км – Паар (Paar)
56. 132 км – Вьорніц (Wörnitz)
57. 129 км – Ільм (Тюрингія) (Ilm)
58. 128 км – Ленне (Рур) (Lenne)
59. 128 км – Чопау (Zschopau)
60. 125 км – Рін (Rhin)
61. 124 км – Фрайбергер Мульде (Freiberger Mulde)
62. 124 км – Мульде (Mulde)
63. 124 км – Трафе (Trave)
64. 122 км – Таубер (Tauber)
65. 120 км – Фільс (Донау) (Vils)
66. 118 км – Вюмме (Wümme)
67. 117 км – Вуппер (Wupper)
68. 116 км – Нае (Рейн) (Nahe)
69. 116 км – Нірс (Niers)
70. 115 км – Пегніц (Pegnitz)
71. 114 км – Лоізах (Loisach)
72. 114 км – Нід (Nied)
73. 112 км – Енц (Enz)
74. 110 км – Беркель (Berkel)
75. 110 км – Дімель (Diemel)
76. 110 км – Фрідбергер Ах (Friedberger Ach)
77. 110 км – Оре (Ohre)
78. 109 км – Ротт (Rott)
79. 107 км – Ільменау (Ilmenau)
80. 105 км – Окер (Oker)
81. 103 км – Ерфт (Erft)
82. 103 км – Міс (Mies)
83. 103 км – Заалах (Saalach)
84. 103 км – Уеккер (Uecker)
85. 102 км – Від (Wied)
86. 99 км – Бліс (Blies)
87. 98 км – Фузе (Fuhse)
88. 97 км – Мільде–Бізе–Аланд (Milde–Biese–Aland)
89. 97 км – Швальм (Едер) (Schwalm)
90. 95 км – Даме (Dahme)
91. 95 км – Іннерсте (Innerste)
92. 95 км – Кінціг (Шварцвальд) (Kinzig)
93. 94 км – Доззе (Dosse)
94. 93 км – Дінкель (Dinkel)
95. 93 км – Віппер (Гайнлайте) (Wipper)
96. 92 км – Нагольд (Nagold)
97. 90 км – Ельц (Шварцвальд) (Elz)
98. 90 км – Гросе Рьодер (Große Röder)
99. 90 км – Нідда (Nidda)
100. 90 км – Плайссе (Pleiße)
101. 90 км – Вутах (Wutach)
102. 87 км – Штьор (Stör)
103. 87 км – Фільс  (Vils)
104. 86 км – Ар (Ahr)
105. 85 км – Гера (Gera)
106. 85 км – Гроссе Ауе (Große Aue)
107. 85 км – Гроссе Лабер (Große Laber)
108. 85 км – Виппер (Wipper)
109. 84 км – Емшер (Emscher)
110. 84 км – Прюм (Prüm)
111. 84 км – Штепеніц (Stepenitz)
112. 83 км – Везеніц (Wesenitz)
113. 82 км – Ільм (Ilm)
114. 82 км – Кінціг (Kinzig)
115. 80 км – Іц (Itz)
116. 80 км – Ремс (Rems)
117. 79 км – Мург (Murg)
118. 79 км – Тіролер Ахен (Tiroler Achen)
119. 78 км – Фльоа (Flöha)
120. 78 км – Оур (Our)
121. 78 км – Візент (Wiesent)
122. 76 км – Абенс (Abens)
123. 76 км – Ізен (Isen)
124. 76 км – Шмуттер (Schmutter)
125. 76 км – Шварце Лабер (Schwarze Laber)
126. 75 км – Айш (Aisch)
127. 75 км – Міндель (Mindel)
128. 74 км – Требель (Trebel)
129. 73 км – Єце-Єцель (Jeetze–Jeetzel)
130. 73 км – Треене (Treene)
131. 72 км – Арген–Унтере Арген (Argen–Untere Argen)
132. 72 км – Реккніц (Recknitz)
133. 72 км – Зуде (Sude)
134. 72 км – Верре (Werre)
135. 71 км – Альте унд Ноє Єгліц (Alte und Neue Jäglitz)
136. 70 км – Іссель міт Оуде Ійссель (Issel mit Oude Ijssel)
137. 70 км – Зауер  (Sauer)
138. 68 км – Аггер (Agger)
139. 68 км – Бьоме (Böhme)
140. 68 км – Глан (Glan)
141. 68 км – Рандов (Randow)
142. 68 км – Толлензе (Tollense)
143. 68 км – Веттер (Wetter)
144. 67 км – Хемніц (Chemnitz)
145. 67 км – Зелке (Selke)
146. 67 км – Верзе (Werse)
147. 66 км – Льоккніц (Ельба) (Löcknitz)
148. 65 км – Білле (Bille)
149. 65 км – Френкіше Рецат (Fränkische Rezat)
150. 65 км – Ґеннах (Gennach)
151. 65 км – Гельме (Helme)
152. 65 км – Ільц (Ilz)
153. 65 км – Нуте (Nuthe)
154. 64 км – Гауне (Haune)
155. 64 км – Інде (Inde)
156. 64 км – Ністер (Nister)
157. 63 км – Фільс (Fils)
158. 63 км – Ніддер (Nidder)
159. 63 км – Зальм (Salm)
160. 63 км – Вайда (Weida)
161. 63 км – Верн (Wern)
162. 62 км – Еммер (Везер) (Emmer)
163. 62 км – Шуссен (Schussen)
164. 62 км – Швентіне (Schwentine)
165. 62 км – Везербах (Weserbach)
166. 61 км – Зельц (Selz)
167. 61 км – Вайссеріц міт Вільдер Вайссеріц (Weißeritz mit Wilder Weißeritz)
168. 60 км – Небель (Nebel)
169. 60 км – Ом (Ohm)
170. 60 км – Парте (Parthe)
171. 60 км – Пфінц (Pfinz)
172. 60 км – Пульсніц (Pulsnitz)
173. 60 км – Шварцах (Нааб) (Schwarzach)
174. 60 км – Шварцах (Schwarzach)
175. 60 км – Земпт (Sempt)
176. 60 км – Шпейербах (Speyerbach)
177. 60 км – Вешніц (Weschnitz)
178. 60 км – Цузам (Zusam)
179. 59 км – Альме (Alme)
180. 59 км – Німс (Nims)
181. 59 км – Ренх (Rench)
182. 59 км – Ротер Майн (Roter Main)
183. 58 км – Льобауер Вассер (Löbauer Wasser)
184. 58 км – Луе (Luhe)
185. 58 км – Мангфалль (Mangfall)
186. 58 км – Регніц (Regnitz)
187. 58 км – Вондреб (Wondreb)
188. 57 км – Альзенц (Alsenz)
189. 57 км – Гельбе (Helbe)
190. 57 км – Каммель (Kammel)
191. 57 км – Плане (Plane)
192. 57 км – Шунтер (Schunter)
193. 57 км – Штайнах (Родах) (Steinach)
194. 57 км – Вайда (Weida)
195. 56 км – Гьорзель (Hörsel)
196. 56 км – Лаухерт (Lauchert)
197. 56 км – Штеккніц (Stecknitz)
198. 56 км – Ульстер (Ulster)
199. 55 км – Бренц (Brenz)
200. 55 км – Дилль (Dill)
201. 55 км – Ґюнц (Günz)
202. 55 км – Лаутер (Рейн) (Lauter)
203. 55 км – Лізер (Флусс цур Мозель) (Lieser)
204. 55 км – Ерце (Örtze)
205. 55 км – Рот (Дунай) (Roth)
206. 55 км – Візе (Wiese)
207. 55 км – Візента (Wisenta)
208. 54 км – Баунах (Baunach)
209. 54 км – Еях (Неккар) (Eyach)
210. 54 км – Рот (Дунай)(Rot)
211. 54 км – Штевер (Stever)
212. 53 км – Альф (Alf)
213. 53 км – Альстер (Alster)
214. 53 км – Ельзенц (Elsenz)
215. 53 км – Шварца (Заале) (Schwarza)
216. 53 км – Вурм (Wurm)
217. 52 км – Лінцер Ах (Linzer Aach)
218. 52 км – Нессе (Nesse)
219. 52 км – Квайх (Queich)
220. 52 км – Родах (Майн) (Rodach)
221. 52 км – Рьогніц (Rögnitz)
222. 52 км – Штепеніц (Меккленбург) (Stepenitz)
223. 52 км – Вельзе (Welse)
224. 51 км – Бохольтер Аа (Bocholter Aa)
225. 51 км – Бюлер (Bühler)
226. 51 км – Хамб (Chamb)
227. 51 км – Мурр (Murr)
228. 51 км – Прімс (Prims)
229. 50 км – Ізе (Ise)
230. 50 км – Крайхбах (Kraichbach)
231. 50 км – Мьоне (Möhne)
232. 50 км – Мюмлінґ (Mümling)
233. 50 км – Рісс (Riß)
234. 50 км – Шварцбах (Блис) (Schwarzbach)
235. 50 км – Зіммербах (Simmerbach)
236. 50 км – Зінн (Sinn)
237. 50 км – Урфт (Urft)
238. 50 км – Фольме (Volme)
239. 50 км – Вайль (Weil)
240. 50 км – Вюрм (Геу) (Würm)
241. 49 км – Ар (Лан) (Aar)
242. 49 км – Бреґ (Breg)
243. 49 км – Ерзе/Ауе (Фузе)	(Erse/Aue)
244. 49 км – Глонн(Ампер)(Glonn)
245. 49 км – Гьорзель (Hörsel)
246. 49 км – Мюґліц (Müglitz)
247. 49 км – Ухте (Uchte)
248. 49 км – Вільде Вайсеріц (Wilde Weißeritz)
249. 48 км – Картане (Karthane)
250. 48 км – Кляйне Лабер (Kleine Laber)
251. 48 км – Нете (Nethe)
252. 48 км – Ніпліц (Nieplitz)
253. 48 км – Парте (Parthe)
254. 48 км – Руме (Rhume)
255. 48 км – Ґросе Штріґіс (Große Striegis)
256. 47 км – Ґерспренц (Gersprenz)
257. 47 км – Гольтемме (Holtemme)
258. 46 км – Дюссель (Düssel)
259. 46 км – Редніц (Rednitz)
260. 46 км – Рувер (Ruwer)
261. 46 км – Швальм (Мас) (Schwalm)
262. 45 км – Альб (Північний Шварцвальд) (Alb)
263. 45 км – Брьоль (Bröl)
264. 45 км – Дельме (Delme)
265. 45 км – Емсбах (Emsbach)
266. 45 км – Ґлане (Емс) (Glane)
267. 45 км – Ґлемс (Glems)
268. 45 км – Гамме (Hamme)
269. 45 км – Горлофф (Horloff)
270. 45 км – Кірнітч (Kirnitzsch)
271. 45 км – Мальксе (Malxe)
272. 45 км – Нетте (Середній Рейн) (Nette)
273. 45 км – Піннау (Pinnau)
274. 45 км – Зінґольд (Singold)
275. 45 км – Штайнфуртер Аа (Steinfurter Aa)
276. 45 км – Зюльц (Sülz)
277. 44 км – Есте (Este)
278. 44 км – Ґленне (Glenne)
279. 44 км – Лосса (Lossa)
280. 44 км – Зур (Sur)
281. 44 км – Вайсе Лабер (Weiße Laber)
282. 43 км – Беґа (Верре) (Bega)
283. 43 км – Бріґах (Brigach)
284. 43 км – Еккбах (Рейн) (Eckbach)
285. 43 км – Луне (Lune)
286. 43 км – Нетте (Иннерсте) (Nette)
287. 43 км – Пфрімм (Pfrimm)
288. 43 км − Свістбах (Swistbach)
289. 43 км – Ценн (Zenn)
290. 42 км – Ізенах (Isenach)
291. 41 км – Альб (Південний Шварцвальд) (Alb)
292. 41 км – Бега (Верре) (Bega)
293. 41 км – Ельббах (Лан) (Elbbach)
294. 41 км – Uоппекке (Hoppecke)
295. 41 км – Лозза (река) (Lossa)
296. 41 км – Майссе (Meiße)
297. 41 км – Зульцах (Sulzach)
298. 41 км – Вайсер Майн (Weißer Main)
299. 40 км – Ауґрабен (Augraben)
300. 40 км – Біберт (Bibert)
301. 40 км – Дюнн (Вуппер) (Dhünn)
302. 40 км – Еле (Ehle)
303. 40 км – Айсбах (Рейн) (Eisbach)
304. 40 км – Ерфа (Erfa)
305. 40 км – Фельда (Felda)
306. 40 км – Глоттер (Glotter)
307. 40 км – Генґстбах (Рейн) (Hengstbach)
308. 40 км – Гессель (Hessel)
309. 40 км – Крюккау (Krückau)
310. 40 км – Людер (Lüder)
311. 40 км – Райхе Ебрах (Reiche Ebrach)
312. 40 км – Шаале (Schaale)
313. 40 км – Шільде (Schilde)
314. 40 км – Зеефе (Seeve)
315. 40 км – Штрой (Streu)
316. 40 км – Твісте (Дімель) (Twiste)
317. 40 км – Випфра (Wipfra)
318. 40 км – Цорге (Zorge)
319. 39 км – Ауе (Везер) (Aue)
320. 39 км – Барте (Barthe)
321. 39 км – Дрон (Dhron)
322. 39 км – Еннепе (Ennepe)
323. 39 км – Лаутер (Глан) (Lauter)
324. 39 км – Мільде (Milde)
325. 39 км – Нуте (Ангальт) (Nuthe)
326. 39 км – Ротбах (Ерфт) (Rotbach)
327. 39 км – Швартау (Schwartau)
328. 38 км – Бігге (Bigge)
329. 38 км – Бобріцш (Bobritzsch)
330. 38 км – Ефце (Efze)
331. 38 км – Глатт (Рейн) (Glatt)
332. 38 км – Клостербах (Фаррелер Беке) (Klosterbach)
333. 38 км – Лахте (Lachte)
334. 38 км – Майзах (Maisach)
335. 38 км – Орке (Orke)
336. 38 км – Рауе Ебрах (Rauhe Ebrach)
337. 38 км – Роззель (Саар) (Rossel)
338. 38 км – Зьозе (Söse)
339. 37 км – Крюккау (Krückau)
340. 37 км – Арлау (Arlau)
341. 37 км – Бибер (Дунай) (Biber)
342. 37 км – Егер (Вьорніц) (Eger)
343. 37 км – Ешах (Неккар) (Eschach)
344. 37 км – Лоне (Lone)
345. 37 км – Нуне (Nuhne)
346. 37 км – Зелбіц (Selbitz)
347. 37 км – Трібіш (Triebisch)
348. 36 км – Аблах (Дунай) (Ablach)
349. 36 км – Азе (Ahse)
350. 36 км – Айтерах (Aiterach)
351. 36 км – Ангербах (Angerbach)
352. 36 км – Дюссель (Düssel)
353. 36 км – Рот (Кохер) (Rot)
354. 36 км – Вере (Wehre)
355. 35 км – Буккау (Buckau)
356. 35 км – Дюте (Düte)
357. 35 км – Ельзе (Верре) (Else)
358. 35 км – Глатт (Неккар) (Glatt)
359. 35 км – Горнбах (Шварцбах) (Hornbach)
360. 35 км – Лаутер (Дунай) (Lauter)
361. 35 км – Луе (Нааб) (Luhe)
362. 35 км – Міттельрадде (Mittelradde)
363. 35 км – Нордрадде (Nordradde)
364. 35 км – Орла (Orla)
365. 35 км – Остпеене (Ostpeene)
366. 35 км – Роте Вайссеріц (Rote Weißeritz)
367. 35 км – Віпперау (Wipperau)
368. 35 км – Вюрм (Баварія) (Würm)
369. 35 км – Цвьоніц (річка) (Zwönitz)
370. 34 км – Акстбах (Axtbach)
371. 34 км – Вора (Ом) (Wohra)
372. 34 км – Апфельштедт (Apfelstädt)
373. 34 км – Аума (Auma)
374. 34 км – Ельц (Неккар) (Elz)
375. 34 км – Готтлойба (Gottleuba)
376. 34 км – Рода (Roda)
377. 34 км – Шлойзе (Schleuse)
378. 33 км – Альте Одер (Alte Oder)
379. 33 км – Ельбе (Едер) (Elbe)
380. 33 км – Еллебах (Ellebach)
381. 33 км – Фредерсдорфер Мюленфлисс (Fredersdorfer Mühlenfließ)
382. 33 км – Гульденбах (Guldenbach)
383. 33 км – Гьонне (Hönne)
384. 33 км – Кессель (Kessel)
385. 33 км – Лайцах (Leitzach)
386. 33 км – Локвіц (Loquitz)
387. 33 км – Мільц (Milz)
388. 33 км – Острах (Дунай) (Ostrach)
389. 33 км – Швартау (Schwartau)
390. 33 км – Віел (Wiehl)
391. 32 км – Антрефф (Antreff)
392. 32 км – Дьорсбах (Dörsbach)
393. 32 км – Йозза (Jossa)
394. 32 км – Каль (Kahl)
395. 32 км – Мьолін (Möhlin)
396. 32 км – Радольфцеллер Аах (Radolfzeller Aach)
397. 32 км – Рода (Roda)
398. 32 км – Шварцбах (Фалькенштайнербах) (Schwarzbach)
399. 32 км – Тангер (Tanger)
400. 32 км – Вайссах (Брегенцер Ах) (Weißach)
401. 31 км – Бізе (Biese)
402. 31 км – Брахт (Bracht)
403. 31 км – Емс (Едер) (Ems)
404. 31 км – Ермс (Erms)
405. 31 км – Шондра (Schondra)
406. 31 км – Шварцбах (Майн) (Schwarzbach)
407. 31 км – Зезеке (Seseke)
408. 31 км – Тульба (Thulba)
409. 30 км – Андельсбах (Andelsbach)
410. 30 км – Даце (Datze)
411. 30 км – Ерленбах (Таунус) (Erlenbach)
412. 30 км – Ешбах (Нідда) (Eschbach)
413. 30 км – Гердау (Gerdau)
414. 30 км – Грамме (Gramme)
415. 30 км – Геллер (Зіг) (Heller)
416. 30 км – Гольцбах (Вестервальд) (Holzbach)
417. 30 км – Гьонне (Hönne)
418. 30 км – Іле (Ihle)
419. 30 км – Кецербах (Ketzerbach)
420. 30 км – Кляйне Паар (Kleine Paar)
421. 30 км – Лайн (Кохер) (Lein)
422. 30 км – Лумда (Lumda)
423. 30 км – Мюнстерше А (Münstersche Aa)
424. 30 км – Родау (Майн) (Rodau)
425. 30 км – Зальц (Salz)
426. 30 км – Шліхем (Schlichem)
427. 30 км – Штарцель (Неккар) (Starzel)
428. 30 км – Уза (Usa)
429. 30 км – Фільс (Лех) (Vils)
430. 30 км – Варме (Warme)
431. 30 км – Вайунг (Weihung)
432. 30 км – Венне (Wenne)
433. 30 км – Вітце (Аллер) (Wietze)
434. 30 км – Вольф (Wolf)
435. 29 км – Драйзам (Dreisam)
436. 29 км – Газель (Верра) (Hasel)
437. 29 км – Леда (Leda)
438. 29 км – Штайнгудер Мербах (Steinhuder Meerbach)
439. 29 км – Швюльме (Schwülme)
440. 29 км – Сорміц (Sormitz)
441. 29 км – Ветшафт (Wetschaft)
442. 29 км – Вітце (Ерце) (Wietze)
443. 29 км – Віспер (Wisper)
444. 28 км – Гьоцінгер Ахен (Götzinger Achen)
445. 28 км – Керкербах (Kerkerbach)
446. 28 км – Лоззе (Losse)
447. 28 км – Мерцбах (Merzbach)
448. 28 км – Нетте (Нірс) (Nette)
449. 28 км – Роденбергер Ауе (Rodenberger Aue)
450. 28 км – Рікк (Ryck)
451. 28 км – Зальцбьоде (Salzböde)
452. 28 км – Швінге (Ельбе) (Schwinge)
453. 28 км – Траун (Альц) (Traun)
454. 28 км – Олеф (Olef)
455. 27 км – Лаутер (Фогельсберг) (Lauter)
456. 27 км – Аланд (Aland)
457. 27 км – Еззе (Дімель) (Esse)
458. 27 км – Федербах (Federbach)
459. 27 км – Геле (Gehle)
460. 27 км – Лаутер (Неккар) (Lauter)
461. 27 км – Панке (Panke)
462. 27 км – Шварцбах (Крайхгау) (Schwarzbach)
463. 27 км – Шпротте (Sprotte)
464. 27 км – Тегельер Флісс (Tegeler Fließ)
465. 27 км – Вільде Аа (Wilde Aa)
466. 26 км – Аа (Верре) (Aa)
467. 26 км – Вренд (Brend)
468. 26 км – Ельзава (Elsava)
469. 26 км – Ерпе (Erpe)
470. 26 км – Екстер (Exter)
471. 26 км – Глонн (Мангфалль) (Glonn)
472. 26 км – Кьорш (Körsch)
473. 26 км – Нізе (Еммер) (Niese)
474. 26 км – Шерконде (Scherkonde)
475. 26 км – Вільде Родах (Wilde Rodach)
476. 26 км – Вустровер Думме (Wustrower Dumme)
477. 25 км – Айх (Aich)
478. 25 км – Альтенау (Окер) (Altenau)
479. 25 км – Ашафф (Aschaff)
480. 25 км – Бреттах (Ягст) (Brettach)
481. 25 км – Бреттах (Кохер) (Brettach)
482. 25 км – Бреттенбах (Brettenbach)
483. 25 км – Еллербах (Альтенау) (Ellerbach)
484. 25 км – Еллербах (Нае) (Ellerbach)
485. 25 км – Гельбах (Gelbach)
486. 25 км – Гіммліц (Gimmlitz)
487. 25 км – Газель (Верра) (Hasel)
488. 25 км – Гюнербах (Hühnerbach)
489. 25 км – Ільме (Ilme)
490. 25 км – Котіцер Вассер (Kotitzer Wasser)
491. 25 км – Луттер (Емс) (Lutter)
492. 25 км – Міттлере Ебрах (Mittlere Ebrach)
493. 25 км – Охтум (Ochtum)
494. 25 км – Рьотен (Röthen)
495. 25 км – Шмалькальде (Schmalkalde)
496. 25 км – Шоцах (Schozach)
497. 25 км – Зеідевіц (Seidewitz)
498. 25 км – Шпротте (Sprotte)
499. 25 км – Штоккахер Аах (Stockacher Aach)
500. 25 км – Феерзе (Veerse)
501. 25 км – Ванбах (Wahnbach)
502. 25 км – Вісте (Wieste)
503. 24 км – Бера (Bära)
504. 24 км – Бастау (Bastau)
505. 24 км – Бевер (Емс) (Bever)
506. 24 км – Бевер (Осте) (Bever)
507. 24 км – Діцгьольце (Dietzhölze)
508. 24 км – Ферндорфбах (Ferndorfbach)
509. 24 км – Гарте (Garte)
510. 24 км – Гаймбах (Глатт) (Heimbach)
511. 24 км – Ленне (Везер) (Lenne)
512. 24 км – Меттер (Metter)
513. 24 км – Муд (Mud)
514. 24 км – Пріссніц (Prießnitz)
515. 24 км – Радегаст (Штепеніц) (Radegast)
516. 24 км – Загтер Емс (Sagter Ems)
517. 24 км – Ферзе (Verse)
518. 24 км – Везебах (Wesebach)
519. 24 км – Віккербах (Wickerbach)
520. 24 км – Візекк (река) (Wieseck)
521. 23 км – Ехац (Echaz)
522. 23 км – Ельте (Elte)
523. 23 км – Герстенбах (Gerstenbach)
524. 23 км – Мауріне (Maurine)
525. 23 км – Оденбах (Глан) (Odenbach)
526. 23 км – Зауер (Sauer)
527. 23 км – Кляйне Штрігіс (Kleine Striegis)
528. 23 км – Сул (Suhl)
529. 23 км – Вальдах (Waldach)
530. 23 км – Варме Боде (Warme Bode)
531. 23 км – Відау (Wiedau)
532. 22 км – Альтенау (Альме) (Altenau)
533. 22 км – Бомліц (Bomlitz)
534. 22 км – Діккельсбах (Dickelsbach)
535. 22 км – Ельббах (Зіг) (Elbbach)
536. 22 км – Ендерт (Endert)
537. 22 км – Гольцапе (Holzape)
538. 22 км – Ідарбах (Нае) (Idarbach)
539. 22 км – Яде (Jade)
540. 22 км – Йозза (Фульда) (Jossa)
541. 22 км – Кандер (Шварцвальд) (Kander)
542. 22 км – Коззау (Kossau)
543. 22 км – Лайбі (Leibi)
544. 22 км – Мюнцбах (Münzbach)
545. 22 км – Ноттер (Унструт) (Notter)
546. 22 км – Одеборн (Odeborn)
547. 22 км – Штайнлах (Steinlach)
548. 22 км – Віда (Wieda)
549. 22 км – Цабер (Zaber)
550. 21 км – Аа (Нете) (Aa)
551. 21 км – Ане (ручей) (Ahne)
552. 21 км – Ар (Ділль) (Aar)
553. 21 км – Біберс (Bibers)
554. 21 км – Боде (Віппер) (Bode)
555. 21 км – Деільбах (Deilbach)
556. 21 км – Ламме (Lamme)
557. 21 км – Малефінкбах (Malefinkbach)
558. 21 км – Нау (Nau)
559. 21 км – Ністе (Nieste)
560. 21 км – Рауда (Rauda)
561. 21 км – Рот (Редніц) (Roth)
562. 21 км – Штайнах (Неккарштайнах) (Steinach)
563. 21 км – Ваттер (Твісте) (Watter)
564. 20 км – Аммер (Неккар) (Ammer)
565. 20 км – Барніц (Barnitz)
566. 20 км – Боттвар (Bottwar)
567. 20 км – Дальке (Dalke)
568. 20 км – Ганенбах (Hahnenbach)
569. 20 км – Гальблех (Halblech)
570. 20 км – Гамель (Hamel)
571. 20 км – Генне (Henne)
572. 20 км – Єккенбах (Глан) (Jeckenbach)
573. 20 км – Калль (Kall)
574. 20 км – Мург (Південний Шварцвальд) (Murg)
575. 20 км – Оезе (Oese)
576. 20 км – Ора (Ohra)
577. 20 км – Острах (Іллер) (Ostrach)
578. 20 км – Перф (Perf)
579. 20 км – Сонтра (Sontra)
580. 20 км – Сульм (Неккар) (Sulm)
581. 20 км – Зюльце (Sülze)
582. 20 км – Тарпенбек (Tarpenbek)
583. 20 км – Умлах (Umlach)
584. 20 км – Цізе (Ziese)
585. 19 км – Альна (Allna)
586. 19 км – Ангель (Angel)
587. 19 км – Гумме (Humme)
588. 19 км – Іллах (Illach)
589. 19 км – Орпе (Orpe)
590. 19 км – Сорпе (Рьор) (Sorpe)
591. 19 км – Варме Штайнах (Warme Steinach)
592. 18 км – Але (Швюльме) (Ahle)
593. 18 км – Ауфзес (Aufseß)
594. 18 км – Баарбах (Baarbach)
595. 18 км – Біла (Зексіше Швайц) (Biela)
596. 18 км – Фліде (Fliede)
597. 18 км – Фреттербах (Fretterbach)
598. 18 км – Гельстер (Gelster)
599. 18 км – Іттер (Дімель) (Itter)
600. 18 км – Кляйне Трібіш (Kleine Triebisch)
601. 18 км – Лізе (Liese)
602. 18 км – Медем (Medem)
603. 18 км – Мее (Mehe)
604. 18 км – Мугльбах (Muglbach)
605. 18 км – Нае (Тюрингія) (Nahe)
606. 18 км – Рінне (Rinne)
607. 18 км – Шварцбах (Клеттгау) (Schwarzbach)
608. 18 км – Вера (Wehra)
609. 18 км – Вайссах (Тегернзе) (Weißach)
610. 18 км – Вільстер Ау (Wilster Au)
611. 18 км – Вольрозе (Wohlrose)
612. 17 км – Ауграбен (Гюстров) (Augraben)
613. 17 км – Еффельдер (Effelder)
614. 17 км – Фінтау (Fintau)
615. 17 км – Кальте Боде (Kalte Bode)
616. 17 км – Лаутер (Іц) (Lauter)
617. 17 км – Ліхте (Lichte)
618. 17 км – Омбах (Глан) (Ohmbach)
619. 17 км – Прім (Неккар) (Prim)
620. 17 км – Рамме (Ramme)
621. 17 км – Родау (Вюмме) (Rodau)
622. 17 км – Зюдрадде (Südradde)
623. 17 км – Вольрозе (Wohlrose)
624. 17 км – Вільде (Едер) (Wilde)
625. 16 км – Баре (Bahre)
626. 16 км − Беке (Ліппе) (Beke)
627. 16 км – Дааде (Daade)
628. 16 км – Іме (Ihme)
629. 16 км – Йосса (Людер) (Jossa)
630. 16 км – Лемпе (Lempe)
631. 16 км – Люттер (Lütter)
632. 16 км – Партнах (Partnach)
633. 16 км – Пфефферфлісс (Pfefferfließ)
634. 16 км – Райхенбах (Глан) (Reichenbach)
635. 16 км – Швале (Schwale)
636. 16 км – Твісте (Осте) (Twiste)
637. 16 км – Фессер (Vesser)
638. 16 км – Валебах (Wahlebach)
639. 16 км – Вуле (Wuhle)
640. 16 км – Царов (Zarow)
641. 15 км – Бібер (Родау) (Bieber)
642. 15 км – Ельта (Elta)
643. 15 км – Фріда (Верра) (Frieda)
644. 15 км – Ґольдбах (Зельц) (Goldbach)
645. 15 км – Грюмпен (Grümpen)
646. 15 км – Гедер (Heder)
647. 15 км – Келбах (Андельсбах) (Kehlbach)
648. 15 км – Кляйне Аллер (Kleine Aller)
649. 15 км – Котіцер Вассер (Kotitzer Wasser)
650. 15 км – Морбах (Mohrbach)
651. 15 км – Морсбах (Morsbach)
652. 15 км – Пляйсбах (Pleisbach)
653. 15 км – Рене (Rhene)
654. 15 км – Зальцбах (Вісбаден) (Salzbach)
655. 15 км – Шьонах (Schönach)
656. 15 км – Штрудельбах (Strudelbach)
657. 15 км – Тяйнах (Teinach)
658. 15 км – Вальдангельбах (Waldangelbach)
659. 14 км – Аабах (Афте) (Aabach)
660. 14 км – Айтрах (Іллер) (Aitrach)
661. 14 км – Унтере Бера (Untere Bära)
662. 14 км – Блау (Blau)
663. 14 км – Ерле (Erle)
664. 14 км – Гроссе Боккау (Große Bockau)
665. 14 км – Гундем (Hundem)
666. 14 км – Кіфербах / Тірзеер Ахе (Kieferbach / Thierseeer Ache)
667. 14 км – Лаутер (Мурр) (Lauter)
668. 14 км – Нердар (Вільде Аа) (Neerdar)
669. 14 км – Еспер (Ösper)
670. 14 км – Роттах (Ілльер) (Rottach)
671. 14 км – Тальбах (Глан) (Talbach)
672. 14 км – Вакеніц (Wakenitz)
673. 14 км – Вайсмайн (Weismain)
674. 13 км – Бойе (Boye)
675. 13 км – Фельдербах (Felderbach)
676. 13 км – Ганфбах (Hanfbach)
677. 13 км – Гарденбергер Бах (Hardenberger Bach)
678. 13 км – Горне (Horne)
679. 13 км – Канцельбах (Kanzelbach)
680. 13 км – Мюльміш (Mülmisch)
681. 13 км – Езе (Нете) (Öse)
682. 13 км – Зальцбьоде (Salzböde)
683. 13 км – Шлірах (Schlierach)
684. 13 км – Штайнальп (Steinalp)
685. 13 км – Валлуф (Рейн) (Walluf)
686. 13 км – Веделер Ау (Wedeler Au)
687. 13 км – Вербе (Werbe)
688. 13 км – Вільде Зау (Wilde Sau)
689. 12 км – Бібер (Шлойзе) (Biber)
690. 12 км – Ешбах (Вуппер) (Eschbach)
691. 12 км – Езельсбах (Лаутер) (Eselsbach)
692. 12 км – Гальсбах (Halsbach)
693. 12 км – Гахінгер Бах (Hachinger Bach)
694. 12 км – Кемпфельбах (река) (Kämpfelbach)
695. 12 км – Керспе (Kerspe)
696. 12 км – Кнохенбах (Knochenbach)
697. 12 км – Незенбах (Nesenbach)
698. 12 км – Ротт (Ампер) (Rott)
699. 12 км – Шліц (река) (Schlitz)
700. 12 км – Шварценбах (Вальднаб) (Schwarzenbach)
701. 12 км – Вайссеріц (Weißeritz)
702. 12 км – Вецбах (Wetzbach)
703. 12 км – Вільдебах (Wildebach)
704. 11 км – Гаухсбах (Gauchsbach)
705. 11 км – Сорбіц (Sorbitz)
706. 11 км – Штрігіс (Striegis)
707. 11 км – Ціммербах (Штарцель) (Zimmerbach)
708. 11 км – Чамперт (Zschampert)
709. 10 км – Банфе (Banfe)
710. 10 км – Бевер (Bever)
711. 10 км – Бевер (Bever)
712. 10 км – Лезум (Lesum)
713. 10 км – Маде (Maade)
714. 10 км – Мослаутер (Mooslauter)
715. 10 км – Небельбеке (Nebelbeeke)
716. 10 км – Оельце (Oelze)
717. 10 км – Ольпе (Бігге) (Olpe)
718. 10 км – Райхенбах (Гера) (Reichenbach)
719. 10 км – Шобзе (Schobse)
720. 10 км – Сорпе (Ленне) (Sorpe)
721. 10 км – Ульфе (Фульда) (Ulfe)
722. 10 км – Вальдбах (Waldbach)

## Зображення німецьких річок

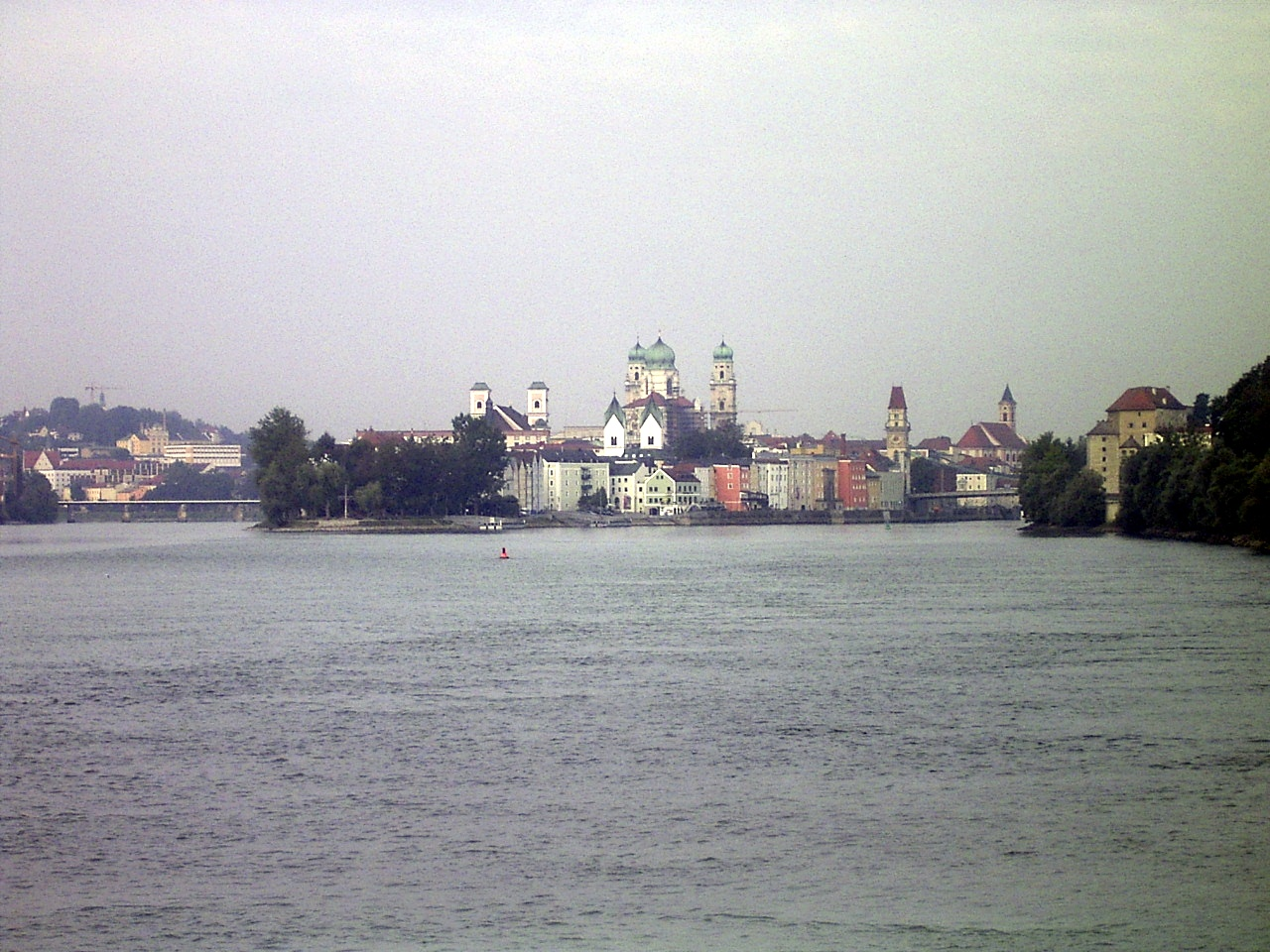
Дунай після Пассау
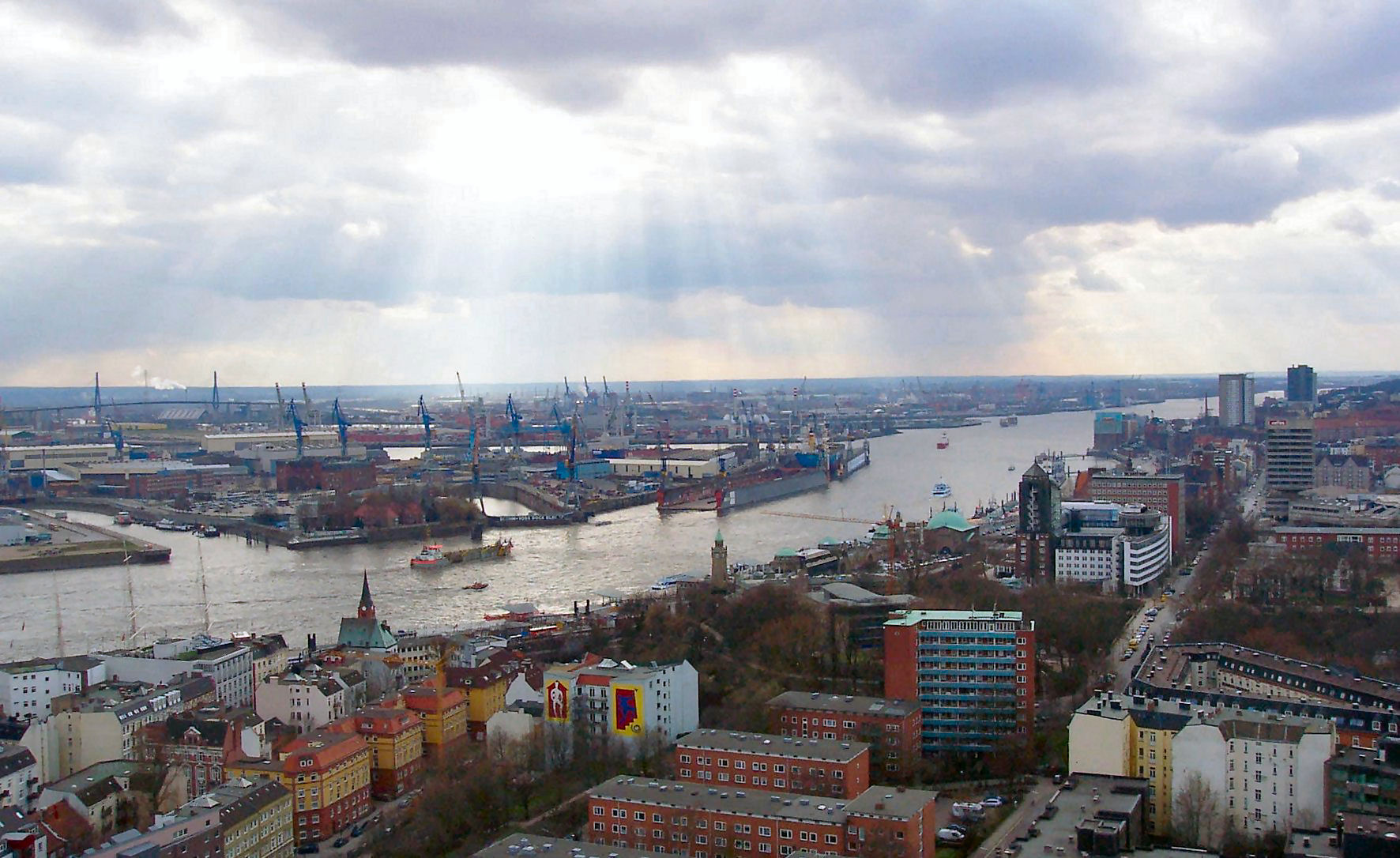
Ельба в Гамбурзьком порту
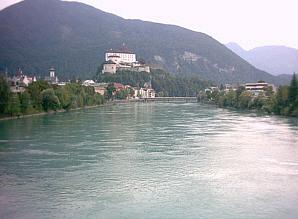
Інн біля Куфштайна
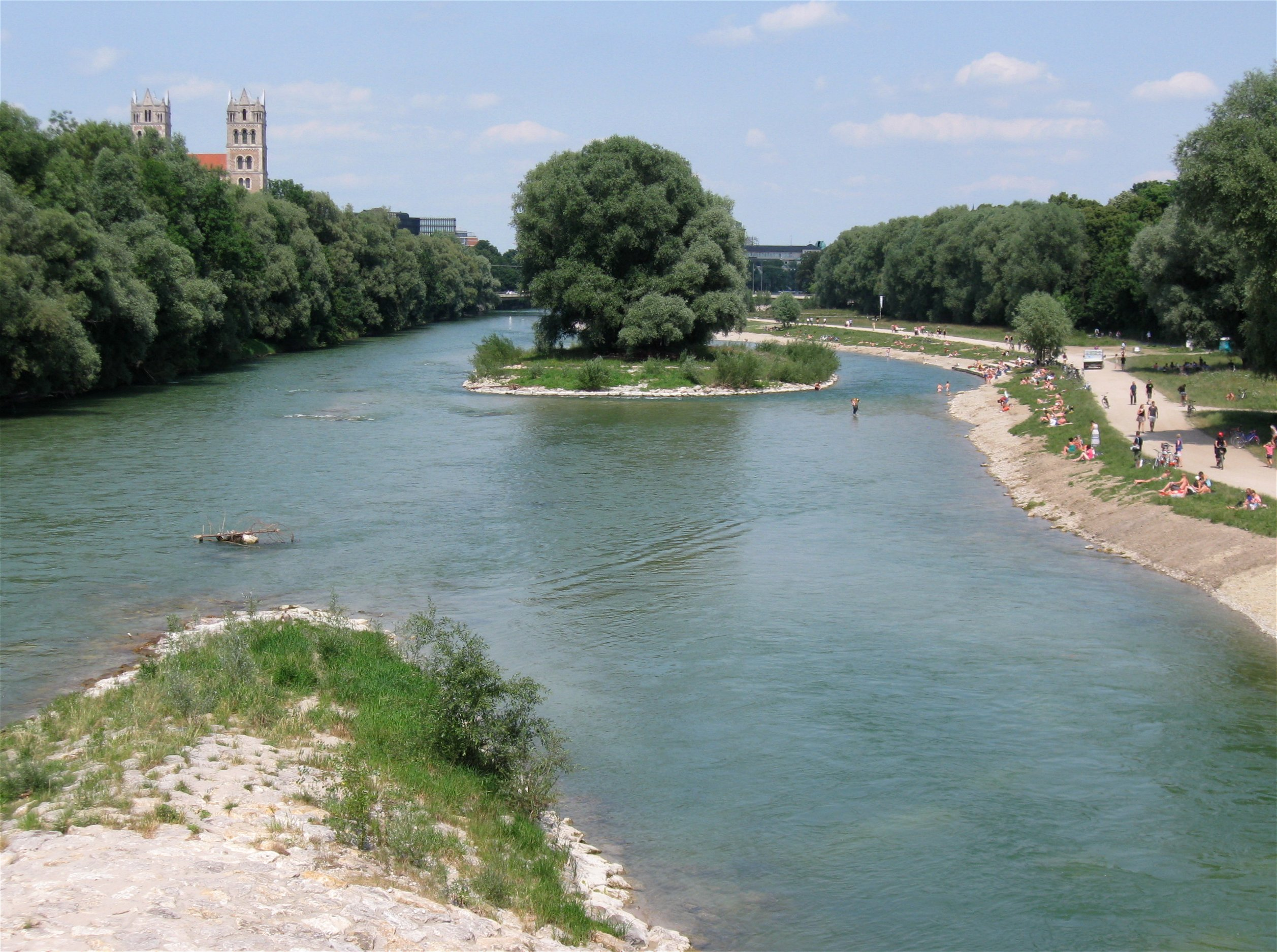
Ізар в Мюнхені
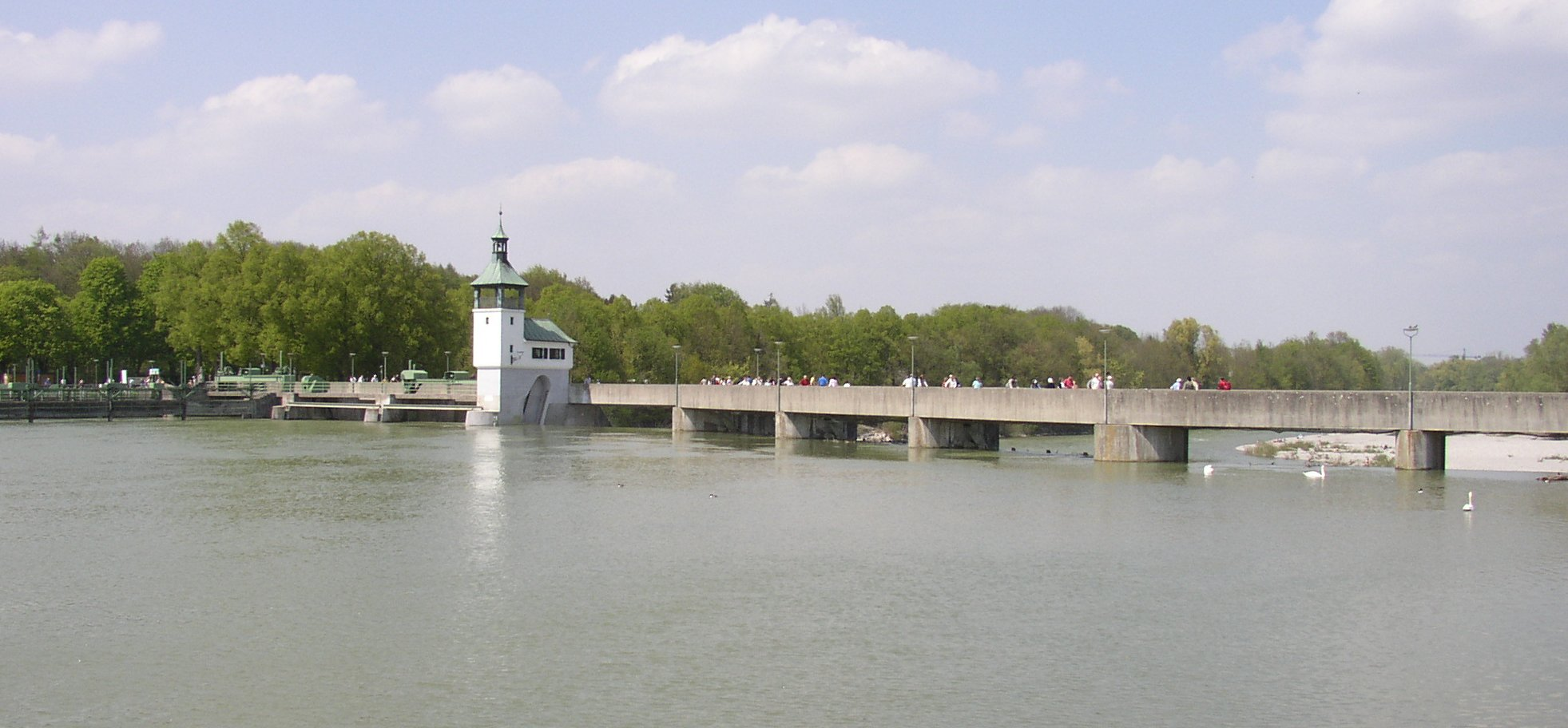
Лех в Аугсбурзі
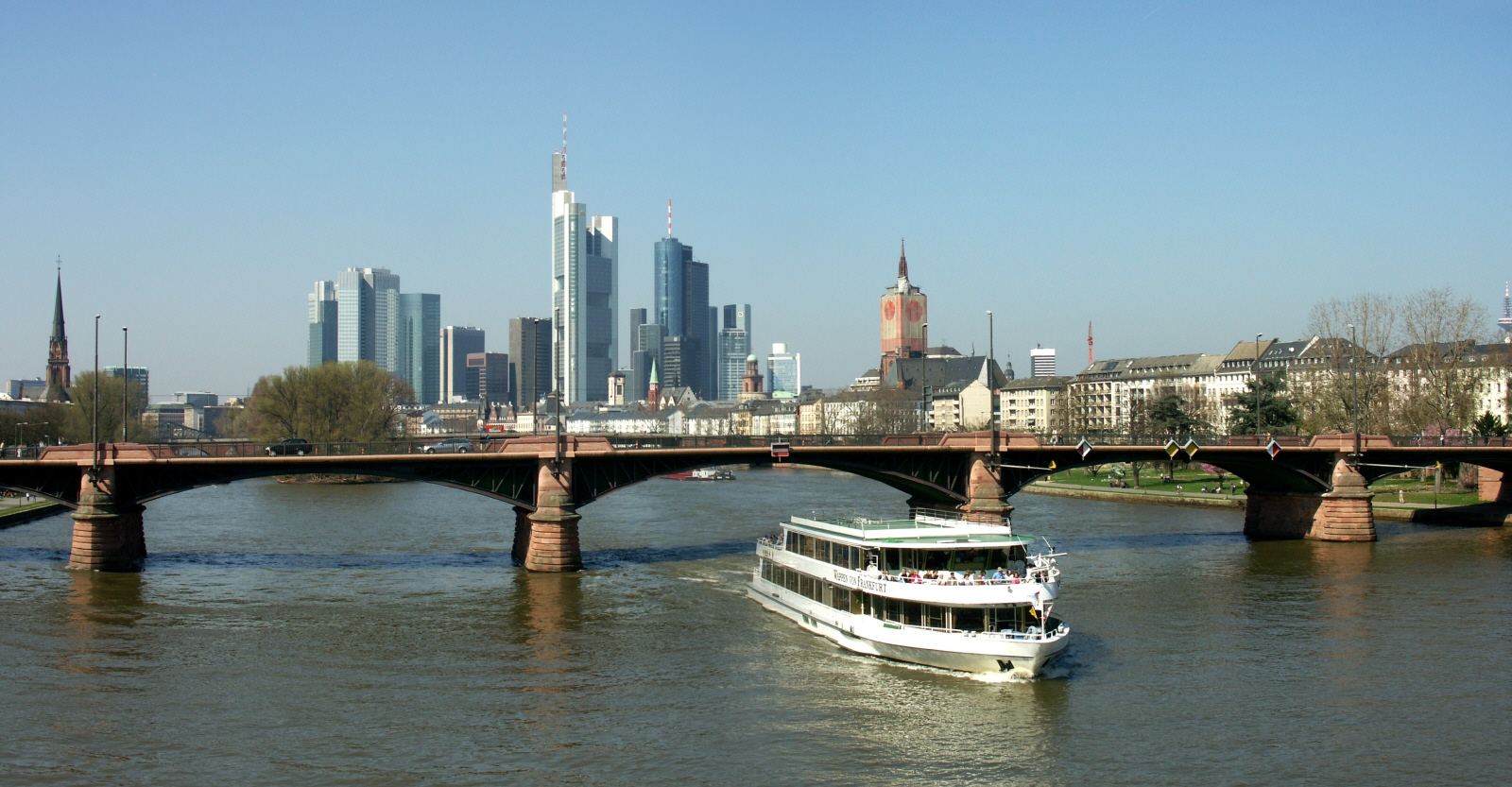
Майн у Франкфурті
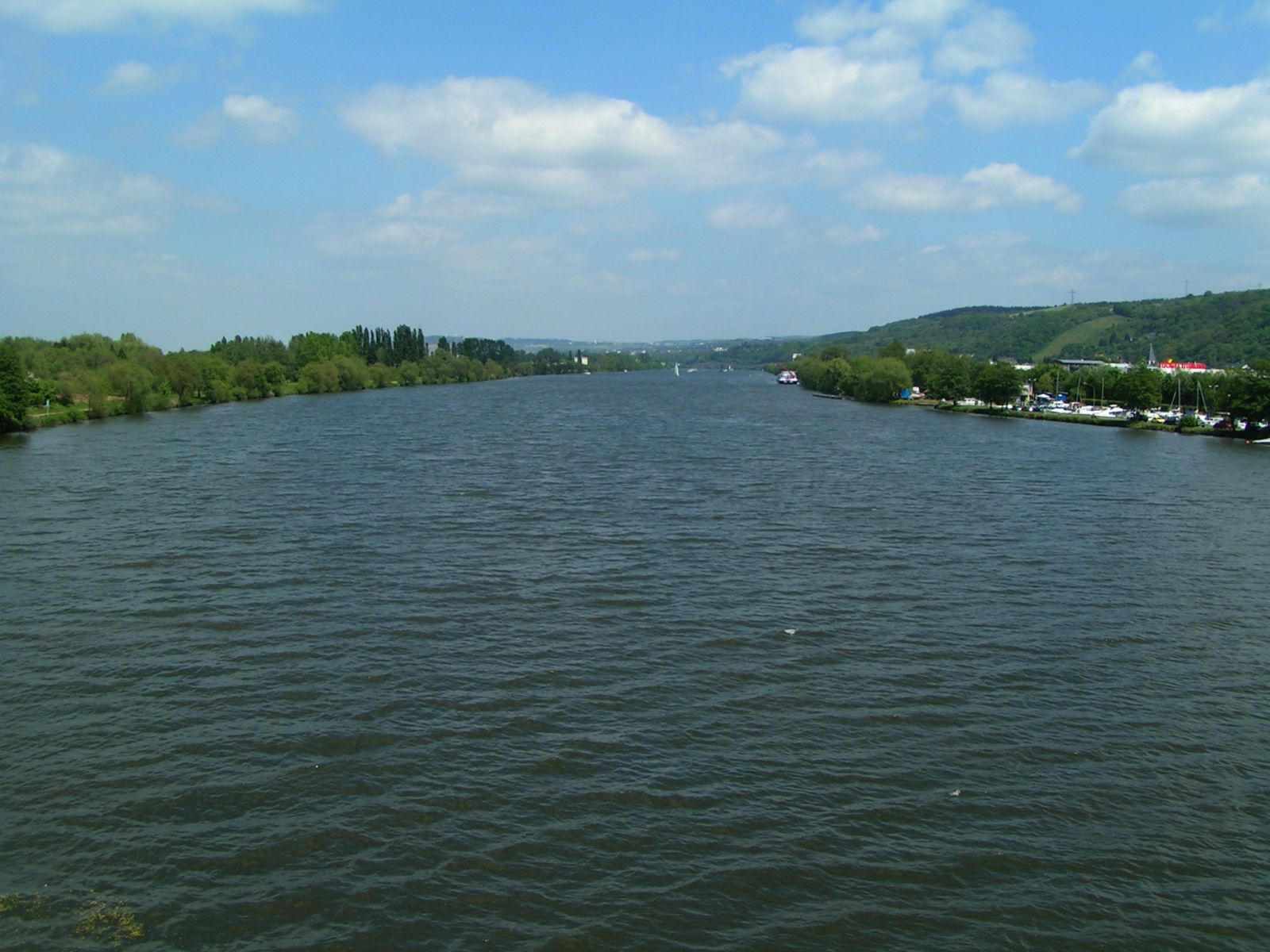
Мозель біля Конца
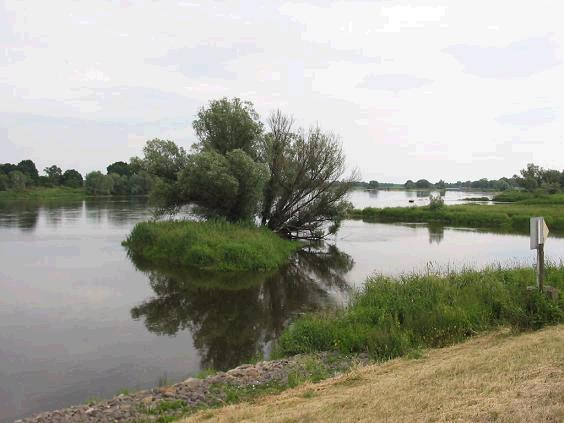
Одер в Кініці
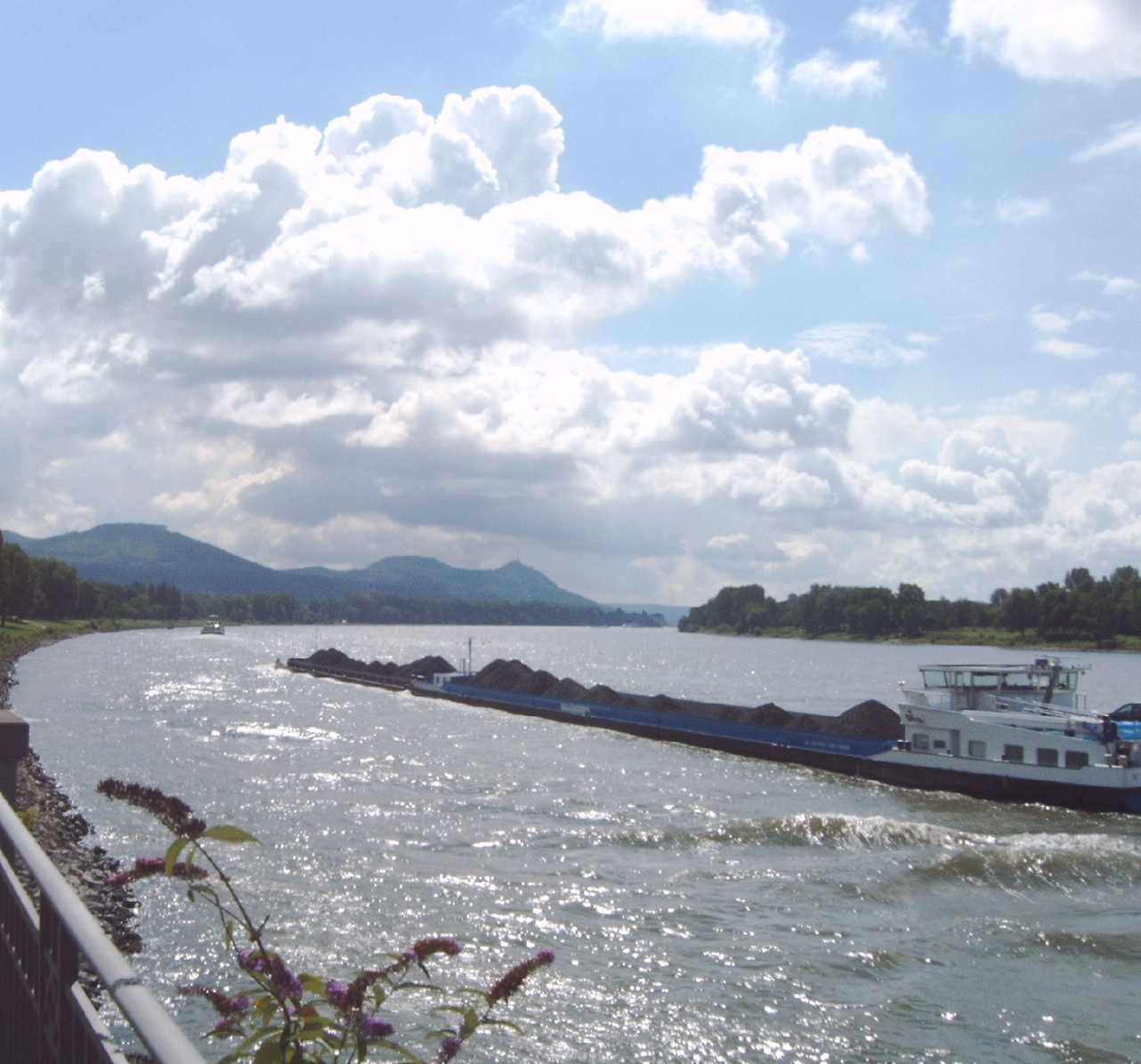
Рейн біля Бонна
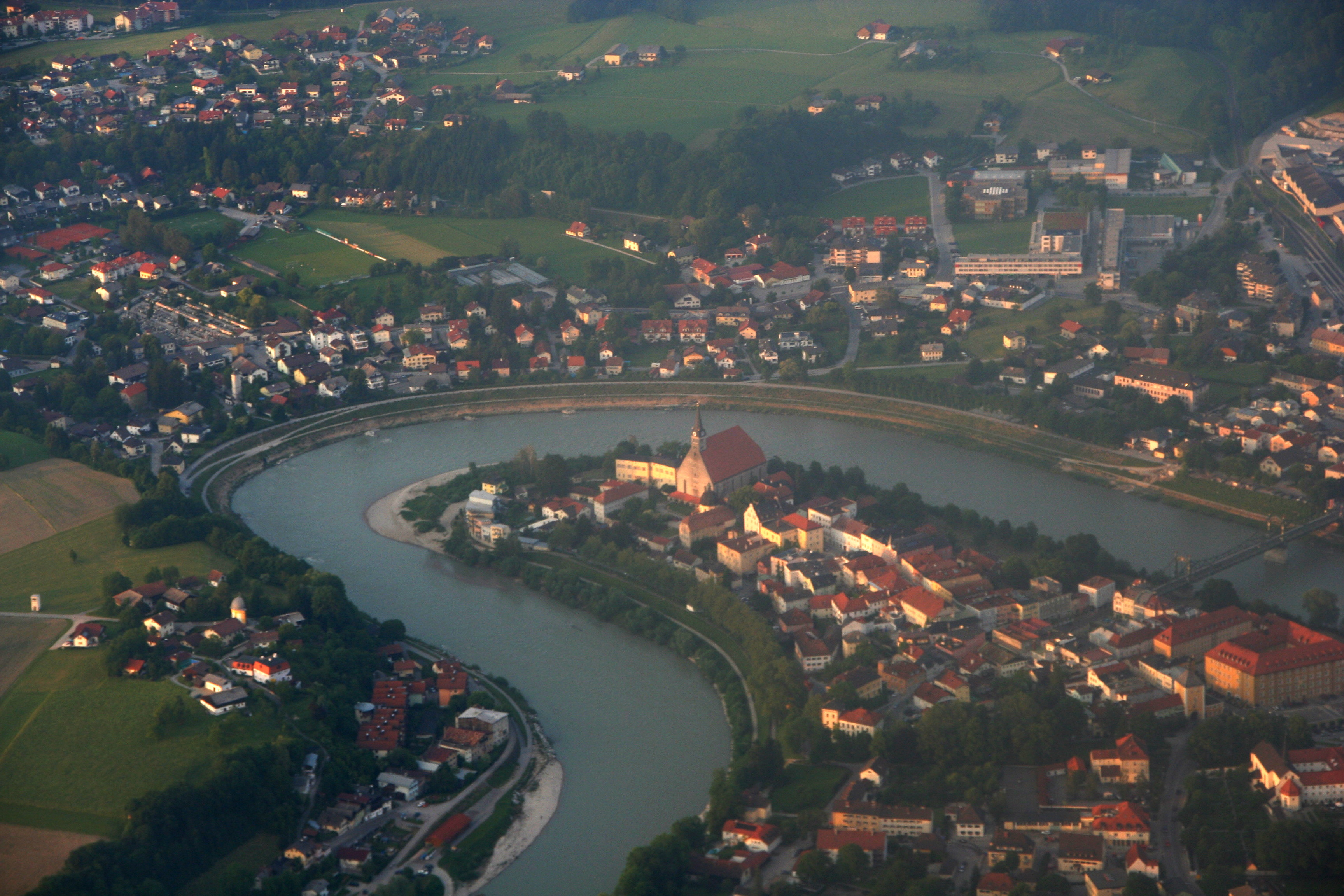
Зальцах в Лауфені
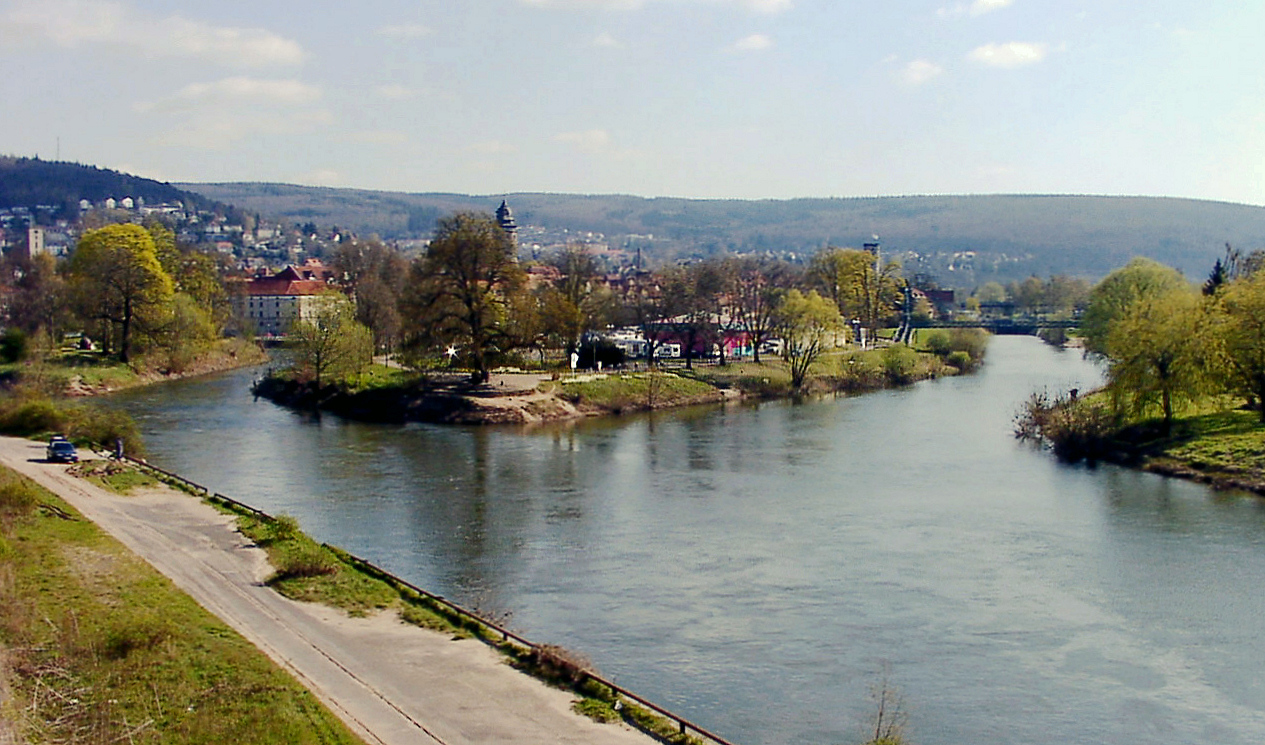
Везер з річками Верра и Фульда
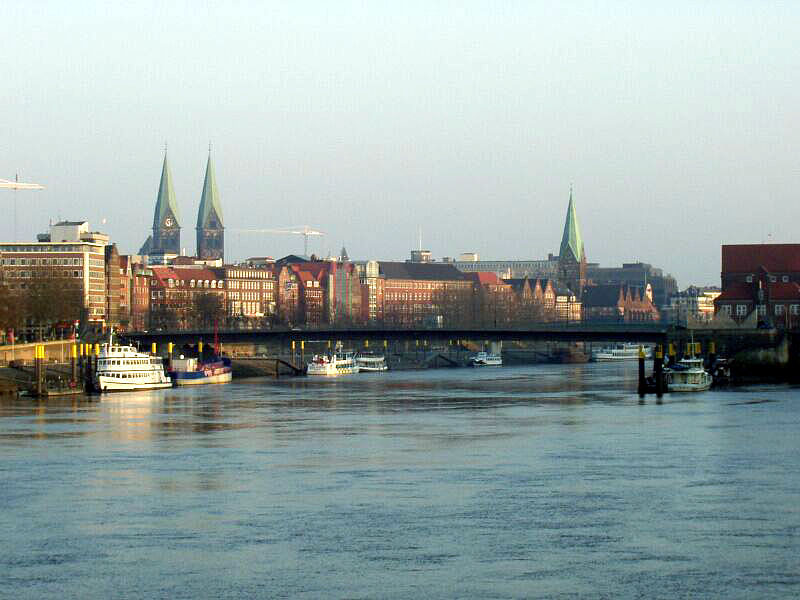
Везер в Бремені